# 法國航太

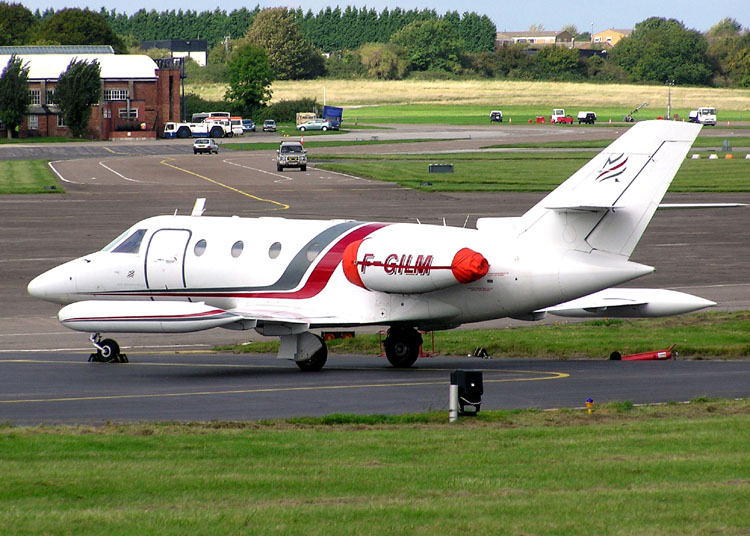
法国宇航SN 601柯爾維特商務噴射機，1970年首飞，1974年投入运营，共生产了40架

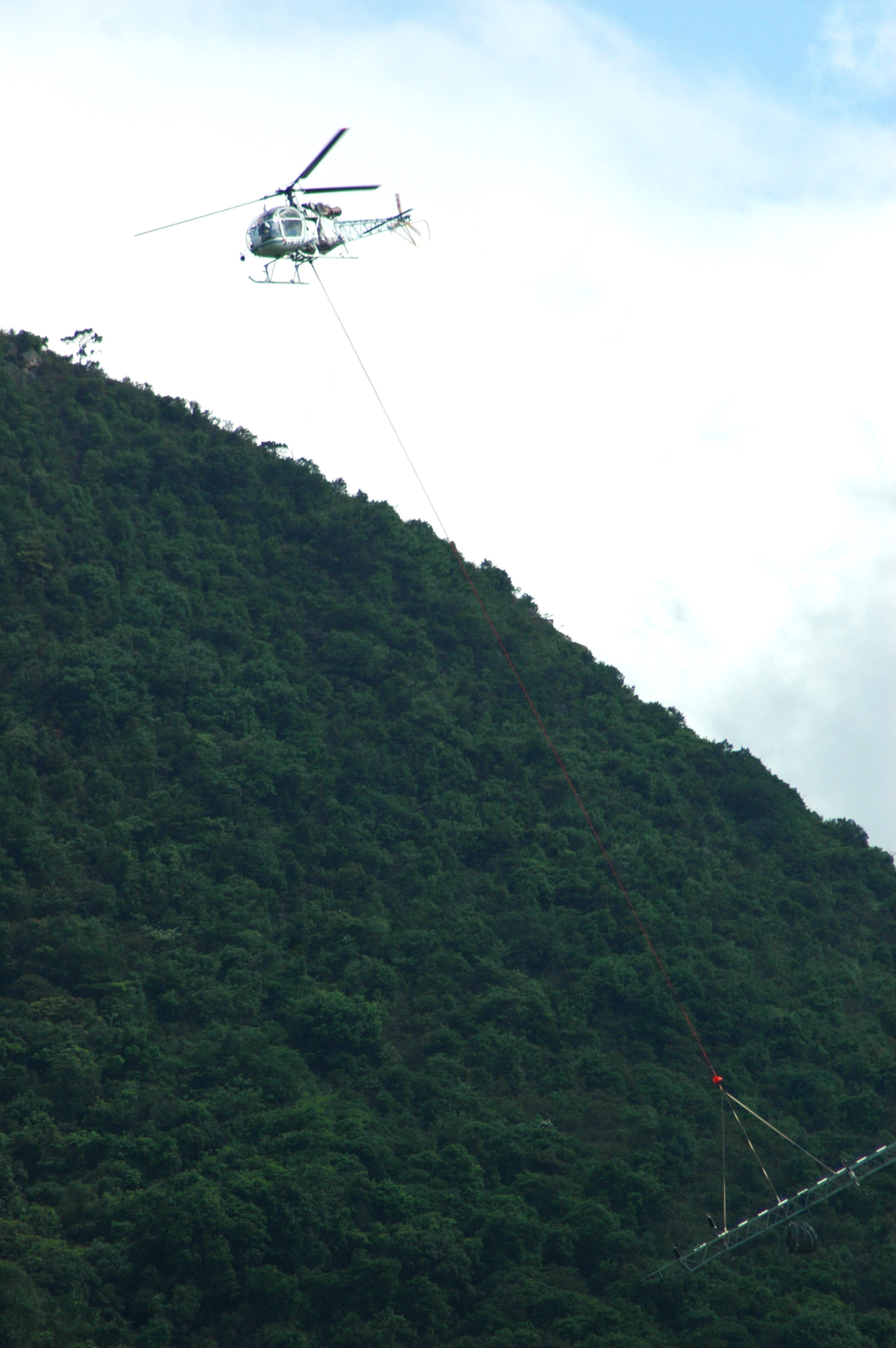
一架法國宇航1972年製造的SA315B LAMA直昇機在香港執行吊運任務

法國航太公司（法語：Aérospatiale）曾称国家航空航天工业公司（法語：Société Nationale d'Industrie Aérospatiale，SNIAS）是一家总部位于巴黎十六区的法國国有宇航製造商，主要生产民用和軍用的飛機、火箭及卫星。
除卫星业务在1999年与阿尔卡特合并成立阿尔卡特航天即现在的泰雷兹阿莱尼亚航天，公司其余资产则全部注入欧洲航空防务与航天公司。

## 历史
法国航空航天的前身国家航空航天工业公司于1970年由国有南方飞机公司、北方飞机公司和弹道导弹研究与实践公司合并而成。1971年起由亨利·齐格勒担任总经理。
1991年，公司协助生产了布佳迪EB110超级跑车革命性的底盘。该底盘完合由碳纤维制成，重量非常轻。
1992年，戴姆勒奔驰航空航天公司与法国航空航天公司都将直升机部门剥离，成立了欧洲直升机集团。
1999年，除卫星业务外，公司与马特拉高科技公司合并成立法国航空航天-马特拉公司。2001年，法国航空航天-马特拉公司的导弹业务与马特拉-英国航空航天动力公司及阿莱尼亚·马可尼系统公司的导弹部门合并成立歐洲飛彈集團。利昂内尔·若斯潘启动了法国航空航天公司的私有化进程。
2000年7月10日，法国航空航天-马特拉公司与西班牙航空建造公司和德国戴姆勒克莱斯勒航空航天公司合并成立欧洲航空防务与航天公司。

## 产品

### 固定翼飞机
- ATR42
- ATR72
- 未来超音速运输机（未建造）
- 富加CM.170教师
- 富加CM.175西风
- 协和飞机
- N.262
- N.500
- 快帆
- 护卫舰
- TB30埃普西隆
- 实习生
- 运联C-160

### 直升机
- AS332超级美洲狮
- AS350松鼠
- AS355双胞胎松鼠
- AS532美洲狮
- AS550非洲狐
- AS565美洲豹
- 云雀II
- 315B美洲鸵
- 云雀III
- SA321超级大黄蜂
- SA330美洲豹
- 小羚羊
- SA360海豚
- AS365海豚
- HH-65海豚
- 虎式

### 未命名航空器
- C.22

### 导弹
- AS15TT导弹
- AS-20导弹
- AS-30导弹
- M1导弹
- M20导弹
- M45导弹
- S1导弹
- S2导弹
- S3导弹
- SS.11反坦克导弹
- SS.12/AS.12导弹
- ASMP导弹
- ENTAC反坦克導彈
- 飞鱼导弹
- 哈德斯导弹
- 霍特反戰車飛彈
- 米蘭反戰車飛彈
- 普吕东导弹
- 羅蘭飛彈

### 航天产品
- AMC-5卫星
- 阿拉伯卫星通讯组织
  - 阿拉伯卫星-1A
  - 阿拉伯卫星-1B
- 阿丽亚娜运载火箭
  - 阿丽亚娜1号运载火箭
  - 阿丽亚娜2号运载火箭
  - 阿丽亚娜3号运载火箭
- 阿斯特拉5A卫星
- 再入大气层验证器
- 钻石号运载火箭
- 赫尔默斯号航天飞机（未建造）
- 惠更斯号航天飞机
- 红外线太空天文台
- INSAT-1C卫星
- INSAT-2DT卫星
- Meteosat卫星
- Nahuel 1A卫星
- Proteus卫星
- Spacebus卫星
- Symphonie卫星
- Tele-X卫星
- Turksat卫星
  - Turksat 1A卫星
  - Turksat 1B卫星
  - Turksat 1C卫星
- Topaze探空火箭
- TV-SAT 1卫星

## 外部連結
- Aerospatiale (Archive) （英文）/（法文）
- Helis.com （页面存档备份，存于）